# Klassifikationssystem för bibliotek
Klassifikationssystem för bibliotek används för att klassificera böcker och andra media på bibliotek. Vanligtvis används ett klassifikationssystem för att bestämma var böcker ska stå i bibliotekets hyllor, men de kan också användas för att sortera sökresultat i en digital bibliotekskatalog eller andra databaser.
Klassifikation innebär att en enhet tilldelas en enda klass, och att alla klasser är ömsesidigt uteslutande. Det är alltså inte samma sak som kategorisering inom biblioteksterminologi. En kategori innehåller enheter som har något gemensamt, men varje enhet kan tillhöra flera kategorier. Till exempel kan en bok bara stå på en plats i det fysiska biblioteket, men den kan handla om flera olika ämnen. För att kategorisera böcker och annat biblioteksmaterial används ämnesord.  
I Sverige används framförallt SAB och Dewey. Dewey Decimal Classification är ett universellt system, till skillnad från SAB-systemet som huvudsakligen används i Sverige. Sveriges nationalbibliotek, Kungliga biblioteket, bytte från SAB till Dewey 2011 och har ansvar för den svenska översättningen av Dewey. Andra bibliotek följde efter när KB gick över till Dewey, oftare universitets- och högskolebibliotek än folk- och skolbibliotek. SAB-systemet är fortfarande utbrett i Sverige, men klassifikationssystemet uppdateras inte längre.
Huvudsakligen kan man dela upp klassifikationssystemen i hierarkiska och facetterade klassifikationssystem. De flesta system innehåller dock både hierarkiska och facetterade element. SAB och Dewey är hierarkiska system men de innehåller båda facetterade element. Colon Classfication är ett exempel på ett i huvudsakligen facetterat system.
- Bliss bibliographic classification
- Colon Classification
- Classification system for Chinese Libraries
- Cutter Expansive Classification
- Dewey Decimal Classification (det mest spridda klassifikationssystemet i världen)
- Korean Decimal Classification
- Korean Decimal Classification by Park
- Library of Congress classification (utvecklat av USA:s kongressbibliotek i Washington D.C.)
- Lööv klassifikation
- Nippon Decimal Classification
- National Diet Library Classification
- National Library of Medicine (NLM) classification (välanvänt medicinskt klassifikationssystem)
- Oriental Classification System
- SAB (svenskt klassifikationssystem för bibliotek)
- Universal Decimal Classification (Universella decimalklassifikationen – utveckling av Dewey)